# Nucla
Nucla è un centro abitato (town) degli Stati Uniti d'America, situato nella contea di Montrose dello Stato del Colorado. Nel censimento del 2000 la popolazione era di 734 abitanti.

## Geografia fisica
Secondo i rilevamenti dell'United States Census Bureau, Nucla si estende su una superficie di 1,8 km².